# Distretto di Ren'ai
Il distretto di Ren'ai (仁愛區S, Rén'ài QūP) è un distretto della città di Keelung, situata a Taiwan.